# Imanol Enríquez
Imanol Enríquez Martiarena (Mar del Plata, 13 febbraio 2000) è un calciatore argentino, attaccante del Chaco For Ever.

## Carriera
Acquistato dal Plaza Colonia nel 2020, debutta fra i professionisti il 29 agosto 2020 in occasione dell'incontro di Primera División Profesional perso 2-1 contro il Dep. Maldonado; realizza la sua prima rete il 19 febbraio 2021, nella vittoria per 2-0 contro il River Plate (M).

## Statistiche
Statistiche aggiornate all'8 marzo 2021.

### Presenze e reti nei club
| Stagione        | Squadra         | Campionato      | Campionato | Campionato | Coppe nazionali | Coppe nazionali | Coppe nazionali | Coppe continentali | Coppe continentali | Coppe continentali | Altre coppe | Altre coppe | Altre coppe | Totale | Totale | Totale |
| Stagione        | Squadra         | Comp            | Pres       | Reti       | Comp            | Pres            | Reti            | Comp               | Pres               | Reti               | Comp        | Pres        | Reti        | Pres   | Reti   |        |
| --------------- | --------------- | --------------- | ---------- | ---------- | --------------- | --------------- | --------------- | ------------------ | ------------------ | ------------------ | ----------- | ----------- | ----------- | ------ | ------ | ------ |
| 2020            | Plaza Colonia   | PD              | 5          | 1          |                 | -               | -               |                    | -                  | -                  |             | -           | -           | 5      | 1      |        |
| Totale carriera | Totale carriera | Totale carriera | 5          | 1          |                 | -               | -               |                    | -                  | -                  |             | -           | -           | 5      | 1      |        |